# Вера Николич Подринска
Вера Николич Подринска (на хърватски: Vera Nikolić Podrinska) е хърватска художничка и баронеса.

## Биография
Роден е на 8 юни 1886 г. в Загреб. Подринска е дъщеря на барон Владимир Николич и баронеса Еле по баща Скоти. От 1900 г. Николич се обучава на рисуване при хърватския художник Отон Ивекович и в Париж в от Андре Лот и Лео Юнек. От 1910 до 1914 г. учи в Колежа за изкуства и занаяти в Загреб. През 1917 г. показва първата си изложба. През 1925 г. учи в Академия Юлиан в Париж
През 1944 г. правителството на Независимата хърватска държава създава затворнически лагер в нейната собственост на улица Пантовчак. В лагера са държани пленени американски пилоти. На пилотите е позволено да работят на лозята на Николич и да използват имението ѝ, за да играят тенис, да слушат музика и други.
След войната една част от собствеността ѝ е национализирана, а друга купена от управляващата комунистическа партия и е построена Вила Загорие, имение на югославския лидер Йосип Броз. She published the travel book Od Zagreba do Bangkoka (From Zagreb to Bangkok) in 1957.
През 1966 г. Николич пътува до САЩ, за да покаже творбите си. Там е посрещната от някои от бившите затворници държани в нейното имение по време на войната. Умира на 28 март 1972 г. в Загреб.